# Gestien
Gestien ist ein Ortsteil der Ortschaft und Einheitsgemeinde Stadt Arendsee (Altmark) im Altmarkkreis Salzwedel in Sachsen-Anhalt.

## Geographie
Das Dorf Gestien liegt südlich des Arendsees und 25 Kilometer östlich der Kreisstadt Salzwedel in der Altmark an der B 190. Im Osten liegt der etwa 65 Meter hohe Weinberg, im Süden der etwa 47 Meter „Ceres Berg“ und das Waldgebiet „Gestiener Holz“.

## Geschichte

### Mittelalter bis Neuzeit
Auf alten Karten ist die ursprüngliche Form eines Rundlingsdorfes zu erkennen. Die erste urkundliche Erwähnung von Gestien erfolge am 2. August 1253, als Markgraf Otto das Dorf Wendisch Gutzin dem Kloster Arendsee zu „seinem Seelenheil vereignet“. Im Landbuch der Mark Brandenburg von 1375 wird der Ort als Gustin aufgeführt.
Aus der Mitte des 19. Jahrhunderts wird berichtet: „Sehr dürftiger Sandboden und sauere Wiesen. Die Gemeinde ist eine der ärmsten im Kreise.“
Im Westen des Dorfes lagen früher zwei Ziegeleien. Noch im 20. Jahrhundert stand westlich des Dorfes am nordwestlichen Waldrand eine Windmühle.
Die westlicher gelegene Ziegelei und die Windmühle gehörten Zühlen.

### Eingemeindungen
Am 20. Juli 1950 wurde die Gemeinde Gestien aus dem Landkreis Osterburg in die Gemeinde Genzien eingemeindet. Am 1. Dezember 1973 erfolgte die Eingemeindung von Genzien in die Stadt Luftkurort Arendsee (Altmark), somit kam der Ortsteil Gestien zu Arendsee.

### Einwohnerentwicklung
| Jahr | Einwohner |
| ---- | --------- |
| 1734 | 079       |
| 1774 | 068       |
| 1789 | 069       |
| 1798 | 088       |
| 1801 | 114       |
| 1818 | 075       |
| 1840 | 110       |

| Jahr | Einwohner |
| ---- | --------- |
| 1864 | 126       |
| 1871 | 128       |
| 1885 | 117       |
| 1892 | [00]110   |
| 1895 | 101       |
| 1900 | [00]089   |
| 1905 | 088       |

| Jahr | Einwohner |
| ---- | --------- |
| 1910 | [00]092   |
| 1925 | 114       |
| 1939 | 105       |
| 1946 | 130       |
| 2011 | [00]083   |
| 2012 | [00]086   |
| 2013 | [00]084   |

| Jahr | Einwohner |
| ---- | --------- |
| 2014 | [00]87    |
| 2015 | [00]82    |
| 2016 | [00]79    |
| 2017 | [00]78    |
| 2020 | [00]78    |
| 2021 | [00]82    |
| 2022 | [0]75     |

| Jahr | Einwohner |
| ---- | --------- |
| 2023 | [0]74     |

Quelle, wenn nicht angegeben, bis 1946

## Religion
Die Evangelischen aus Gestien gehörten zur Kirchengemeinde und Pfarrei Arendsee. Heute gehört die Kirchengemeinde zum Kirchspiel „Am Arendsee“ im Pfarrbereich Arendsee des Kirchenkreises Stendal im Bischofssprengel Magdeburg der Evangelischen Kirche in Mitteldeutschland.

## Kultur und Sehenswürdigkeiten
- Preußischer Ganzmeilenobelisk Gestien[15]

## Wirtschaft und Infrastruktur
Gestien liegt an der B 190.
Es verkehren Linienbusse und Rufbusse der Personenverkehrsgesellschaft Altmarkkreis Salzwedel.